# Никольский (Лискинский район)
Никольский — хутор в Лискинском районе Воронежской области.
Входит в состав Залуженского сельского поселения.

## География

### Улицы
| - ул. Есенина - ул. Кирова - ул. Степная - ул. Холмистая - ул. Чехова - ул. Школьная | - пер. Кирова 1-й - пер. Кирова 2-й - пер. Кирова 3-й - пер. Кирова 4-й - пер. Кирова 5-й - пер. Чехова |